# Ignác z Antiochie

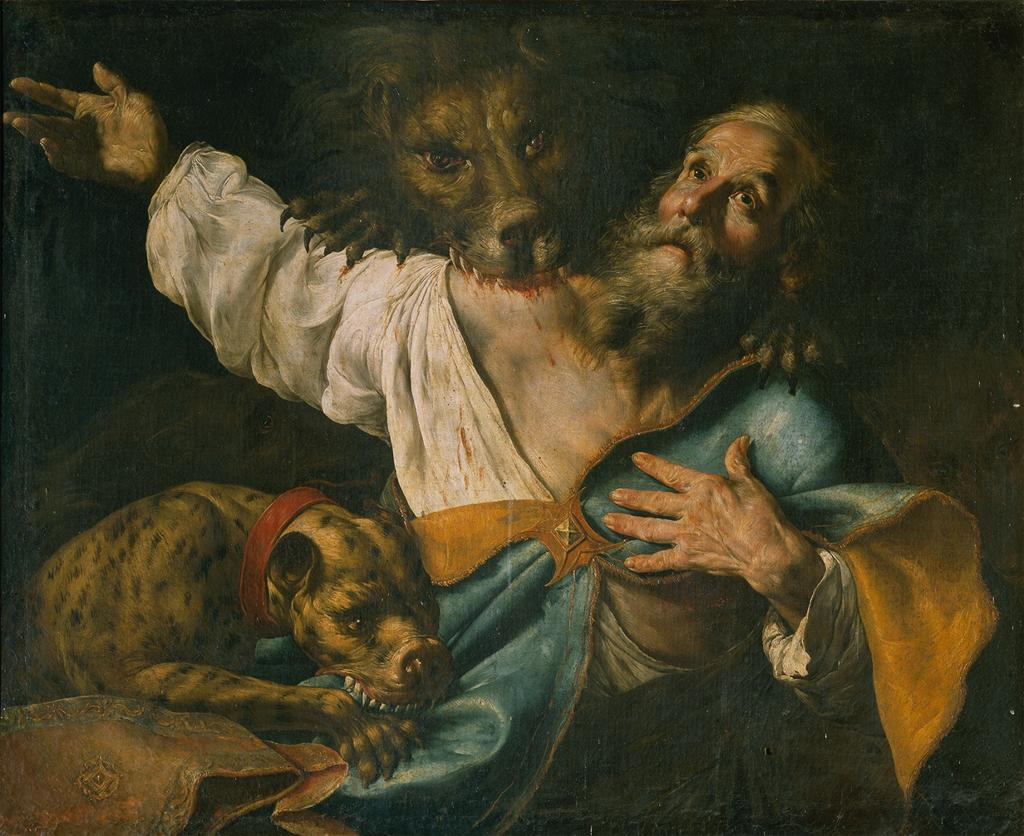
Umučení sv. Ignáce z Antiochie

Svatý Ignác z Antiochie (též Ignatios), zvaný Theoforos, tj. nositel Boha, narodil se okolo roku 50
v Sýrii, umučen roku 107 v Římě. Po sv. Petru a Euodiovi byl třetím biskupem města Antiochie. Biskupský úřad vykonával po 40 let, přežil pronásledování křesťanů za císaře Domitiána.
Podle Eusebiových Církevních dějin (II,2,22) nastoupil Ignatios po Euodiovi kolem roku 68. Theodorétos z Kyrrhu (Dial. immutab. I,4,33a) tvrdí, že Ignatia ustanovil na biskupský stolec přímo apoštol Petr. Sám Ignatios byl nejspíše učedníkem apoštolů Petra a Jana. Sedm listů, které sepsal při své cestě do Říma, kde údajně podstoupil mučednickou smrt, tvoří velmi zásadní korpus svědectví o životě a teologii rané církve na přelomu 1. a 2. století. To Ignatia řadí mezi apoštolské Otce a je považován za světce jak katolickou církví (svátek 17. října), tak církví pravoslavnou (svátek 20. prosince).

## Ignatiovo mučednictví
Zásadním momentem v Ignatiově životě se stalo jeho zatčení římskými úřady. Ty doufaly, že jeho exemplární poprava předejde dalšímu šíření křesťanství. Ve svých listech však Ignatios povzbuzoval jednotlivé církevní obce – list napsal církvím v Efesu, Magnesii, Tralles, Filadelfii, Smyrně a Římě a též smyrnenskému biskupu Polykarpovi.
V listu Efezanům píše: „Modlete se stále i za druhé. U nich je naděje na obrácení, že i oni mohou dosáhnout Boha. Obraťte tedy svou pozornost na ně a pomáhejte jim svými skutky. Na jejich hněv odpovídejte mírností, na jejich pýchu pokorou, na jejich urážky modlitbami, na jejich špatné názory pevnou vírou, na jejich krutost laskavostí. Nesnažte se jich napodobovat. Buďte jim vlídnými bratřími. Snažte se napodobit Pána. Kdo více vytrpěl křivd, kdo více byl zrazen, kdo více byl v opovržení? V Ježíši Kristu zůstaňte tělem i duchem neposkvrnění a laskaví.“
„Od Sýrie až do Říma na zemi i na moři, ve dne v noci bojuji se zvěří. Jsem připoután k deseti leopardům, k vojenskému oddílu. Tito vojáci, přesto že dostávají dary, chovají se ještě hůře. Jejich bezpráví je pro mne školou, ale tím nejsem ospravedlněn.“ (List Římanům, 5,1)
Sporné zprávy o Ignatiově zatčení zaznamenává pochybné Martyrium Ignatii, jehož autoři – údajně Ignatiovi společníci, Filón z Kilíkie, jáhen v Tarsu a Syřan Rheus Agathopos – se vydávají za očité svědky. Martyrium zaznamenává mj. setkání Ignatia s císařem Traianem v Antiochii a popis jeho dlouhé cesty do Říma.
Tváří v tvář smrti Ignác ještě zvolal: „Jsem Kristova pšenice, musím být semlet zuby zvířat, abych byl shledán čistým chlebem.“
Po Ignatiově mučednictví ve Flaviovském amfiteátru, kde byl předhozen dravým šelmám, byly jeho ostatky přeneseny zpět do Antiochie a nejprve pohřbeny vně hradeb. Později je císař Theodosius II. přenesl do chrámu bohyně Týché, který byl proměněn v křesťanský chrám zasvěcený Ignatiovi. V roce 637 byly jeho ostatky přeneseny do baziliky San Clemente v Římě.

## Význam Ignatiových listů

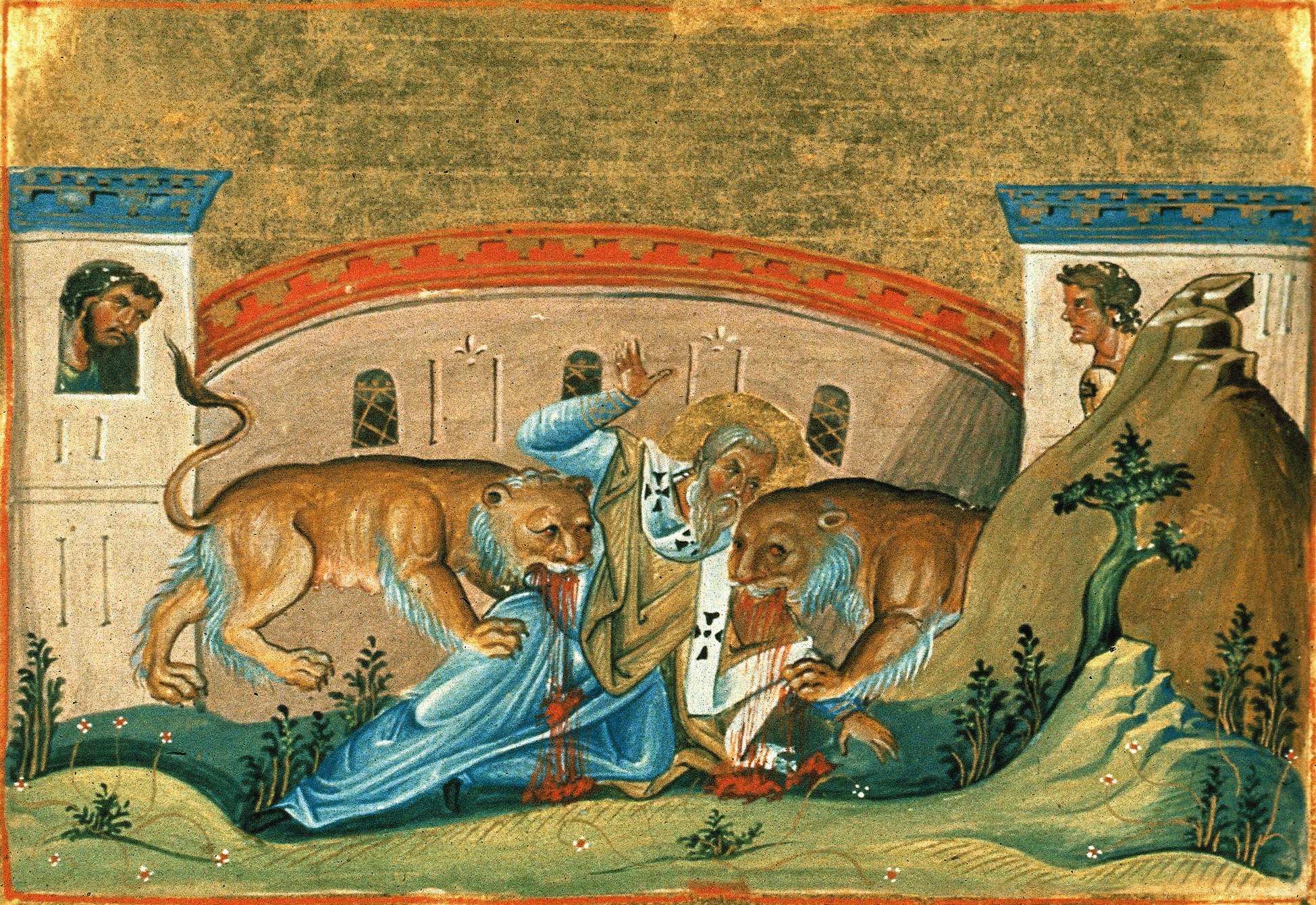
Ignatius z Antiochie, umučení – miniatura, Menologium císaře Basileia II.

Deset Ignatiových listů je významným svědectvím o vývoji křesťanské teologie. Nemají žádný propracovaný plán, neboť byly sepsány ve spěchu. Svatý Ignatius je prvním křesťanským spisovatelem, který klade velký důraz na loajalitu vůči biskupovi, jenž je tím, kdo řídí církev v daném městě. Jedná se tedy o velmi výrazné a rané svědectví o monoepiskopátu. Ignatius zdůrazňuje hodnotu eucharistie, kterou nazývá „lékem nesmrtelnosti“, a jako první užil pojmy „katolická církev“ a „pravý křesťanský život“.
Velmi silná slova o Ignatiově touze zemřít mučednickou smrtí nejsou nijak zvláštní, ale odpovídají Ignatiově představě, že spása je vysvobozením z moci smrti a strachu z ní. Vyhnout se mučednictví a zaleknout se smrti by pro něj znamenalo navrátit se zpět do její moci.
Za uspořádání sbírky Ignatiových listů (pro sbor ve Filipech) vděčíme Polykarpovi ze Smyrny.

## Sporné listy
V průběhu 5. století byla sbírka původních Ignatiových listů rozšířena o sporné listy a původní texty byly zaneseny interpolacemi. Tyto změny měly posloužit ve žhavých teologických diskusích oné doby. Textová kritika se zasloužila o opětné očištění původního textu.

## Ikonografie
Sv. Ignác bývá často zobrazován jako biskup se dvěma lvy u nohou. Je vzýván jako pomocník proti bolestem krku.